# La virtù de' strali d'Amore
La virtù dei strali d'Amore (título original en italiano; en español, El poder de las flechas de Cupido) es una ópera en tres actos, con música de Francesco Cavalli y un libreto en italiano de Giovanni Faustini. Se estrenó en el año 1642 en el Teatro San Cassiano de Venecia y fue repuesta en Bolonia en 1648. 
Se ha repuesto recientemente en la Universidad Estatal Bowling Green, en colaboración con la Escuela de Música Eastman, en el otoño de 2007, y de nuevo en el Teatro Malibran de Venecia en septiembre de 2008.
virtù dei strali d'Amore (El poder de las flechas de Cupido) es una ópera en tres actos del compositor italiano Francesco Cavalli a un libreto de Giovanni Faustini.  Se estrenó en el Teatro San Cassiano, Venecia en 1642 y revivió en Bolonia en 1648.
La ópera fue revivida recientemente por la Universidad Estatal de Bowling Green, en colaboración con la Eastman School of Music, en el otoño de 2007, y nuevamente en el Teatro Malibran de Venecia en septiembre de 2008.
Roles
Más información: Rol, Tipo de voz ...
Sinopsis
(El orden de las escenas se tomó de la producción de 2007 en BGSU).
Acto 1
Escena 1
El Príncipe Pallante de Tracia y su criado Erino se encuentran con Clarindo, Dalinda y Alfisa, quienes le cuentan sobre el Príncipe Darete, secuestrado por la reina hechicera de Tesalia, Ericlea, como venganza por despreciar sus avances.  Pallante lamenta el hecho de que Clarindo y Dalinda pueden tener el uno al otro, pero él nunca puede tener su amor, la princesa Cleria de Chipre (la hermana de Darete), quien lo desprecia aunque él la rescató.  Pallante ve al sirviente Eumete, quien le dice que está esperando que regrese su maestro Meonte.  Cleria es perseguida por Meonte, quien se enamoró de ella y pide ayuda;  Pallante se apresura a defenderla y hiere a Meonte.  Eumete se apresura a su lado y, creyéndolo muerto, intenta suicidarse, pero dos marineros lo detienen.  Cleandra, una hechicera, aparece y saca a Meonte en su nave para curarlo.
Escena 2
Cleria les cuenta a sus amigos Clito y Leucippe la historia de cómo Meonte intentó llevarla a su barco, pero Pallante luchó contra él, y ella, que no quería estar con ninguno de ellos, se escapó y deseó que ambos murieran.  Sus amigos la regañan por no estar agradecida con su salvador, pero Cleria culpa a las estrellas por su crueldad y jura que nunca la amará.  Al darse cuenta de que esta es la madera donde Ericlea mantiene cautivo a Darete, huyen.  Aparecen Pallante y Erino, bastante seguros de que Meonte está muerto.  Erino le aconseja a Pallante que sea más contundente y se apodere del amor;  Sin embargo, después de la salida de Pallante, se dice a sí mismo que el amor es doloroso y que no desea someterse a él.  Se duerme
Escena 3
Ericlea y sus espíritus malignos torturan a Darete.
Acto 2
Escena 1
Un coro de dioses alaba a Venere, la diosa del amor;  Venere y Amore, su hijo y guardián de las flechas del amor, alaban los poderes de amor del otro.  Marte, dios de la guerra, le pide a Amore que se apiade de Pallante y haga que Cleria lo ame.  Amore insulta a Marte, quien luego lo amenaza, y Amore huye.  Marte, Venere y el coro de dioses advierten que Amore y sus flechas serán peligrosas.
Escena 2
Erino le cuenta a Pallante sobre los espíritus malignos que vio la noche anterior;  salen al bosque.  Amore entra, prometiendo castigar a Venere y Marte por burlarse de él, y asegurarse de que Pallante nunca sea feliz.  Se duerme  Eumete entra, lamentando el amor atormentado, y revela a la audiencia que ella es en realidad Erabena, como la hija del rey de Atenas, y el amante despreciado de Meonte (Aria: "Llora, o ríos").  Al ver a Amore dormido en el suelo, lo apuñala con ira con una de sus flechas;  él se despierta, de repente desesperadamente enamorado de ella.  Ella se escapa y él la persigue.
Escena 3
Meonte le agradece a Cleandra por curarlo y le pregunta cómo puede pagarle;  ella dice que es lo que le debe por rescatarla del mago Oronte.  Ella profetiza que él se regocijará en el amor antes del final del día, y luego peleará con un gran león.  Se pregunta acerca de las profecías, luego se va a buscar a Eumete.
Escena 4
Psiche busca a su esposo Amore, lamentando que este sea su destino por haber amado a un joven.  Fama, diosa del rumor, le cuenta lo que pasó con Amore y Erabena.  Psiche le pide a Giove, rey de los dioses, que le ayude a devolverle a Amore;  Giove envía a Saturno y Mercurio a la tierra para recuperar a Amore.
Escena 5
Amore persigue a Erabena, prometiéndole convertirla en una diosa si ella le devuelve su amor.  Erabena responde que el amor solo trae sufrimiento.  Ella se escapa, dejando a Amore lamentando su amor no correspondido.  Mercurio y Saturno agarran a Amore y lo devuelven al cielo, dejando sus flechas esparcidas por el suelo.
Acto 3
Escena 1
Pallante habla de su adoración a Cleria nuevamente;  luego, al oírla entrar, él y Erino se esconden.  Cleria le ruega a su padre, Evagora, que la deje vivir como seguidora de Diana en lugar de casarse, pero él le aconseja que ame a Pallante, ya que es una recompensa justa por haberla rescatado.  Cleria dice que preferiría casarse con la muerte.  Evagora sale;  Leucippe y Clito le aconsejan a Cleria que ame, pero ella dice que prefiere su libertad.  Al ver una flecha en el suelo, la levanta y accidentalmente pincha su dedo.  Pallante sale corriendo para asegurarse de que está bien y se enamora perdidamente de él.  Todos se maravillan de lo poderosos que son Amore y sus flechas.  Pallante le dice a Cleria que debe ir a rescatar a Darete, pero que pronto regresará con ella.
Escena 2
Meonte entra, buscando a Eumete.  Él y Erabena se encuentran, y ella le cuenta un sueño en el que Erabena acusa a Meonte de infidelidad.  Meonte admite que la ha rechazado por Cleria, diciendo que no es su culpa, sino la de Amore.  Cuando él dice que no volvería a Erabena, ella lo desafía a un duelo como el campeón de Erabena, usando como su arma una de las flechas de Amore.  Ella lo apuñala, y él se enamora de ella otra vez.  Cuando ella se revela, Meonte se da cuenta de lo que significaba la predicción de Cleandra.  Mercurio entra, diciéndole a Erabena que no está permitido que un mortal use las flechas de Amore, y quita las flechas.  Meonte y Eumete se van, y Mercurio invita a todas las mujeres a que vengan con él y sientan el poder de las flechas de Amore (Aria: "Damas, si quieren amar").
Escena 3
Pallante derrota a Ericlea y sus demonios rompiendo la urna mágica.
Escena 4
Darete aparece, y Pallante le explica lo que ha sucedido.  Aparecen Meonte y Erabena;  Meonte reconoce a Pallante como el que lo hirió y lo reta a pelear.  Erabena intenta detenerlos pero no puede.  Cleandra entra y detiene la pelea, revelando que Meonte y Pallante son hermanos perdidos hace mucho tiempo.  Evagora se reúne con su hijo Darete y promete la mano de Pallante Cleria en matrimonio.  Erabena y Meonte se regocijan por el cambio en el destino y el amor.
Escena 5
Amore, de vuelta en el cielo, explica que el tiempo ha curado su amor por Erabena.  Venere le aconseja que olvide la pelea con Marte, a lo que él acepta.  Psiche exige saber por qué la dejó;  él dice que fue culpa de sus flechas.  Ella responde que eso no es excusa y promete que tendrá su venganza en forma de muchos besos.
Actuaciones
Gabriel Garrido 2009